# Зневоднення ежектуванням

Рис. 1. Стендова установа для зневоднення дрібнодисперсного вугілля методом механічного зриву водяної плівки: а — схема; б — зовнішній вигляд ежектора; 1 — компресор; 2 — ресивер; 3 — диференційний манометр; 4 — бункер; 5 — ежектор; 6 — ємність для обезводженого продукту; 7 — циклон; 8 — вентилятор;

Рис. 2. Фото одержані в лабораторних умовах з використанням стробоскопічного ефекту мікрофотографії моменту зриву водної краплі струменем повітря зі зразка вугілля (швидкість струменя V_{п}=100 м/с, зольність зразка вугілля марки Г — 10,5 %).

Зневоднення ежектуванням або Метод механічного зриву водної плівки (МЗВП) — дає унікально високі результати зневоднення для дрібнозернистих продуктів збагачення корисних копалин. Вологість матеріалу крупністю 1-10 мм цим методом може бути знижена до 5-7 %.
Метод МЗВП є найефективнішим нетермічним методом зневоднення дрібнодисперсних матеріалів.

## Механізм процесу
При зриві краплі одержується полідисперсна водна фаза, в якій присутні як крапельки води крупністю до 1,5-2 мм, так і водний аерозоль з краплями порядка десятків мкм (Рис. 2). Слід очікувати, що більш крупні краплі води в турбулентному потоці повітря в трубці 4 ежектора (рис. 1) будуть далі подрібнюватися (вторинна диспергація). Про це свідчать і візуальні спостереження продукту, який надходить у бункер-збірник зневодненого шламу: водний аерозоль і зневоднене дрібнодисперсне вугілля.

## Раціональні режимні параметри
Експериментально встановлені раціональні границі двох найбільш суттєвих факторів процесу:
- — швидкості повітряного струменя Vп ≥ 100 м/с;
- — середньої крупності зневоднюваного вугілля dс > 0,4-0,5 мм.